# Malta op de Olympische Zomerspelen 1984
Malta nam deel aan de Olympische Zomerspelen 1984 in Los Angeles, Verenigde Staten. Ook de achtste olympische deelname bleef zonder medailles.

## Deelnemers en resultaten

### Atletiek
| Olympiër      | Discipline      | Resultaat | Prestatie                             |
| ------------- | --------------- | --------- | ------------------------------------- |
| Jennifer Pace | speerwerpen (v) | 22e       | kwalificatie groep A: 13de met 47,92m |

### Boogschieten
| Olympiër     | Discipline      | Resultaat | Prestatie                                                                              |
| ------------ | --------------- | --------- | -------------------------------------------------------------------------------------- |
| Joanna Agius | individueel (v) | 41e       | 1ste ronde: 41ste met 1138 punten 2de ronde: 41ste met 1102 punten totaal: 2240 punten |

### Schietsport
| Olympiër       | Discipline | Resultaat | Prestatie  |
| -------------- | ---------- | --------- | ---------- |
| Frans Chetcuti | trap       | 51e       | 170 punten |
| Michael Gauci  | trap       | 48e       | 172 punten |

### Worstelen
| Olympiër            | Discipline            | Resultaat | Prestatie                                                                      |
| ------------------- | --------------------- | --------- | ------------------------------------------------------------------------------ |
| Jesmond Giordemaina | -52kg vrije stijl (m) | 13e       | groep A: 7de V van KOR Kim: 0-4 W van TPE Lou: 3,5-0,5 V van TUR Seyhanli: 0-4 |
| Alexander Zammit    | -68kg vrije stijl (m) | 21e       | groep A: 11de V van CAN McKay: 0-4 V van AUS Kelevitz: 0-4                     |

### Zeilen
| Olympiër      | Discipline | Resultaat | Prestatie                        |
| ------------- | ---------- | --------- | -------------------------------- |
| Peter Bonello | Windsurfer | 9e        | 82,7 punten: (9-11-10-3-10-13-7) |

Algerije · Amerikaanse Maagdeneilanden · Andorra · Antigua en Barbuda · Argentinië · Australië · Bahama’s · Bahrein · Bangladesh · Barbados · België · Belize · Benin · Bermuda · Bhutan · Birma · Bolivia · Bondsrepubliek Duitsland · Botswana · Brazilië · Britse Maagdeneilanden · Canada · Centraal-Afrikaanse Republiek · Chili · China · Chinees Taipei · Colombia · Congo-Brazzaville · Costa Rica · Cyprus · Denemarken · Djibouti · Dominicaanse Republiek · Ecuador · Egypte · El Salvador · Equatoriaal-Guinea · Fiji · Filipijnen · Finland · Frankrijk · Gabon · Gambia · Ghana · Grenada · Griekenland · Groot-Brittannië · Guatemala · Guinee · Guyana · Haïti · Honduras · Hongkong · Ierland · IJsland · India · Indonesië · Irak · Israël · Italië · Ivoorkust · Jamaica · Japan · Joegoslavië · Jordanië · Kaaimaneilanden · Kameroen · Kenia · Koeweit · Lesotho · Libanon · Liberia · Liechtenstein · Luxemburg · Madagaskar · Malawi · Maleisië · Mali · Malta · Marokko · Mauritanië · Mauritius · Mexico · Monaco · Mozambique · Nederland · Nederlandse Antillen · Nepal · Nicaragua · Nieuw-Zeeland · Niger · Nigeria · Noord-Jemen · Noorwegen · Oeganda · Oman · Oostenrijk · Pakistan · Panama · Papoea-Nieuw-Guinea · Paraguay · Peru · Portugal · Puerto Rico · Qatar · Roemenië · Rwanda · Salomonseilanden · Samoa · San Marino · Saoedi-Arabië · Senegal · Seychellen · Sierra Leone · Singapore · Soedan · Somalië · Spanje · Sri Lanka · Suriname · Swaziland · Syrië · Tanzania · Thailand · Togo · Tonga · Trinidad en Tobago · Tsjaad · Tunesië · Turkije · Uruguay · Venezuela · Verenigde Arabische Emiraten · Verenigde Staten · Zaïre · Zambia · Zimbabwe · Zuid-Korea · Zweden · Zwitserland